# Zápas na Letních olympijských hrách 1920
Zápas na letních olympijských hrách 1920 svedl do bojů o medaile 152 zápasníků z 19 zemí. Ti se utkali o 10 sad medailí v pěti váhových kategoriích ve volném stylu a v pěti v řecko-římském.

## Medailisté

### Volný styl
| Kategorie                  | Zlato                                          | Stříbro                                      | Bronz                                          |
| -------------------------- | ---------------------------------------------- | -------------------------------------------- | ---------------------------------------------- |
| Pérová váha (60 kg)        | Charles Ackerly · Spojené státy americké (USA) | Sam Gerson · Spojené státy americké (USA)    | Philip Bernard · Velká Británie (GBR)          |
| Lehká váha (67,5 kg)       | Kalle Anttila · Finsko (FIN)                   | Gottfrid Svensson · Švédsko (SWE)            | Peter Wright · Velká Británie (GBR)            |
| Střední váha (75 kg)       | Eino Leino · Finsko (FIN)                      | Väinö Penttala · Finsko (FIN)                | Charley Johnson · Spojené státy americké (USA) |
| Lehká těžká váha (82,5 kg) | Anders Larsson · Švédsko (SWE)                 | Charles Courant · Švýcarsko (SUI)            | Walter Maurer · Spojené státy americké (USA)   |
| Těžká váha (+82,5 kg)      | Robert Roth · Švýcarsko (SUI)                  | Nat Pendleton · Spojené státy americké (USA) | Fred Meyer · Spojené státy americké (USA)      |
| Těžká váha (+82,5 kg)      | Robert Roth · Švýcarsko (SUI)                  | Nat Pendleton · Spojené státy americké (USA) | Ernst Nilsson · Švédsko (SWE)                  |

### Řecko-římský zápas
| Kategorie                  | Zlato                           | Stříbro                        | Bronz                            |
| -------------------------- | ------------------------------- | ------------------------------ | -------------------------------- |
| Pérová váha (60 kg)        | Oskari Friman · Finsko (FIN)    | Heikki Kähkönen · Finsko (FIN) | Fritiof Svensson · Švédsko (SWE) |
| Lehká váha (67,5 kg)       | Emil Väre · Finsko (FIN)        | Taavi Tamminen · Finsko (FIN)  | Frithjof Andersen · Norsko (NOR) |
| Střední váha (75 kg)       | Carl Westergren · Švédsko (SWE) | Arthur Lindfors · Finsko (FIN) | Matti Perttilä · Finsko (FIN)    |
| Lehká těžká váha (82,5 kg) | Claes Johanson · Švédsko (SWE)  | Edil Rosenqvist · Finsko (FIN) | Johannes Eriksen · Dánsko (DEN)  |
| Těžká váha (+82,5 kg)      | Adolf Lindfors · Finsko (FIN)   | Poul Hansen · Dánsko (DEN)     | Martti Nieminen · Finsko (FIN)   |

## Přehled medailí
| Pořadí | Země                         | Zlato | Stříbro | Bronz | Celkově |
| ------ | ---------------------------- | ----- | ------- | ----- | ------- |
| 1      | Finsko (FIN)                 | 5     | 5       | 2     | 12      |
| 2      | Švédsko (SWE)                | 3     | 1       | 2     | 6       |
| 3      | Spojené státy americké (USA) | 1     | 2       | 3     | 6       |
| 4      | Švýcarsko (SUI)              | 1     | 1       | 0     | 2       |
| 5      | Dánsko (DEN)                 | 0     | 1       | 1     | 2       |
| 6      | Velká Británie (GBR)         | 0     | 0       | 2     | 2       |
| 7      | Norsko (NOR)                 | 0     | 0       | 1     | 1       |
| Celkem | Celkem                       | 10    | 10      | 11    | 31      |

## Zúčastněné země
Do bojů o medaile zasáhlo 152 zápasníků z 19 zemí:
| - Belgie (12) - Kanada (1) - Československo (10) - Dánsko (10) - Egypt (1) - Estonsko (4) - Finsko (18) | - Francie (17) - Velká Británie (10) - Řecko (5) - Indie (2) - Itálie (8) - Lucembursko (2) | - Nizozemsko (9) - Norsko (7) - Jihoafrická unie (1) - Švédsko (13) - Švýcarsko (4) - Spojené státy americké (18) |